# Грос-Пітон

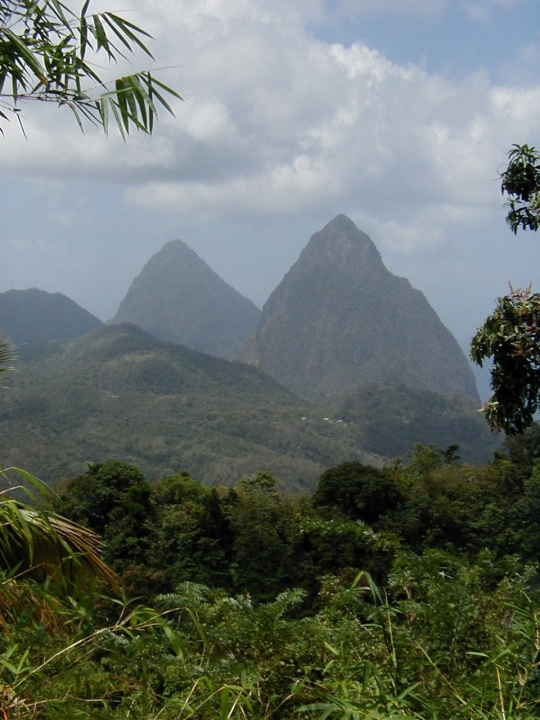
Грос-Пітон (зліва) і Пті-Пітон

Грос-Пітон — одна з двох гір на південному заході Сент-Люсії. Знаходиться на південь від міста Суфріер. Висота — 786 метрів над рівнем моря. Разом з горою Пті-Пітон є офіційним  символом Сент-Люсії. 